# 日本代表選手になろう!
『ドラマティックサッカーゲーム 日本代表選手になろう！』（ドラマティックサッカーゲーム にほんだいひょうせんしゅになろう）は、エニックス（現スクウェア・エニックス）が2002年5月23日に発売したPlayStation 2専用ゲームソフト。サッカーゲームとしては珍しく、行動を選択肢で選ぶアドベンチャーゲームである。企画をキャビア、開発をスカラベが担当した（後にキャビアとスカラベは経営統合した）。実況は、倉敷保雄。

## 概要
本作は、一般的なサッカーゲームと大きく異なり、アドベンチャーゲームである。ストーリー性や演出が重視されており、17歳で日本代表に選ばれた高校生の物語が描かれている。選択肢を選ぶことで物語が進行し、答え方によってはシナリオが分岐する。だが、通常のアドベンチャーゲームとは異なり、選択肢が画面内を移動することがある。その中には、タイミングを合わせる必要のある選択肢があり、その成否によって試合の流れが変わる。各選択肢には○、×、△、□が表示されており、そのままコントローラーのボタンに対応している。なお、本作の表現は、小説風の文章と3Dグラフィックスを組み合わせたもので、特に選手の動きはモーションキャプチャーされたものである。また、キャラクターエディット機能があり、選手の顔や名前を変更できる。

## 登場人物
プラント監督
日本代表チームの監督。
日本代表チームのメンバー
主人公のチームメートであり、ときにはライバルである。
結城燐
サッカー部のマネージャー。
ダミアーノ
フランス代表チームの秘密兵器。

## スタッフ
音楽 野村教裕

## 関連書籍
- 日本代表選手になろう! 公式ガイドブック、エニックス、2002年、ISBN 4-7575-0701-1